# بوبي داروين
بوبي داروين (بالإنجليزية: Bobby Darwin) هو لاعب كرة قاعدة أمريكي، ولد في 16 فبراير 1943 في لوس أنجلوس في الولايات المتحدة.

## وصلات خارجية
- بوبي داروين على موقعبيزبول رفرنس.كوم (الدوري الرئيسي) (الإنجليزية)
- بوبي داروين على موقعبيزبول رفرنس.كوم (الدوري الثانوي) (الإنجليزية)
- بوبي داروين على موقع مشجعي الرسوم البيانية (الإنجليزية)